# یک افسانه (فیلم ۲۰۲۴)
یک افسانه (چینی ساده شده: 传奇؛ چینی سنتی: 傳奇) یک فیلم اکشن و فانتزی تولید سرزمین اصلی چین که در سال ۲۰۲۴ منتشر شد. این فیلم توسط استنلی تانگ نوشته و کارگردانی شده و جکی چان، لی ژانگ، گل‌نظر و عارف رحمان در این فیلم بازی کردند. در ابتدا قرار بود در ۱۲ ژوئیه ۲۰۲۴ در سرزمین اصلی چین منتشر شود، اما بعداً به ۱۰ ژوئیه منتقل شد. این فیلم دنباله‌ای بر افسانه (۲۰۰۵) و کونگ فو یوگا (۲۰۱۷) می‌باشد.

## داستان
یک باستان‌شناس متوجه می‌شود بافت اشیایی که هنگام کاوش یک یخچال طبیعی پیدا کرده شبیه آویزی یشمی است که در خواب دیده بود. به این ترتیب، او و تیمش شروع به کاوش در اعماق یخچال می‌کنند.

## بازخوردها
این فیلم که در ۱۰ ژوئیه ۲۰۲۴ در سرزمین اصلی چین منتشر شد، در جایگاه سوم قرار گرفت و ۶٫۶۷ میلیون یوان (۹۳۴٫۹۵۹ دلار آمریکا) در روز افتتاحیه به دست آورد. درآمد نهایی آن ۱۱٫۱۶۴٫۰۰۰ دلار آمریکا در چین بود. دنیای چینی گزارش داد: «این فیلم به دلیل طرح درهم ریخته‌اش، بازی‌های ضعیف، و سختی فناوری هوش مصنوعی که برای پیری جکی چان استفاده می‌شود، انتقادات گسترده‌ای را دریافت کرد و برای چند روز آن را به یک خنده اینترنتی تبدیل کرد. اکنون در وبگاه دوبان امتیاز ۵٫۱ از ۱۰ را دارد که به سختی قابل قبول است.»